# ارنی سابلا
ارنی سابلا (انگلیسی: Ernie Sabella؛ زادهٔ ۱۹ سپتامبر ۱۹۴۹) بازیگر و صداپیشه اهل ایالات متحده آمریکا است.
از فیلم‌ها یا برنامه‌های تلویزیونی که وی در آن نقش داشته‌است، می‌توان به نانوایی در بروکلین، گرمای شهر، شکار موش و هم‌اتاقی‌ها اشاره کرد.